# Schloss Thielle

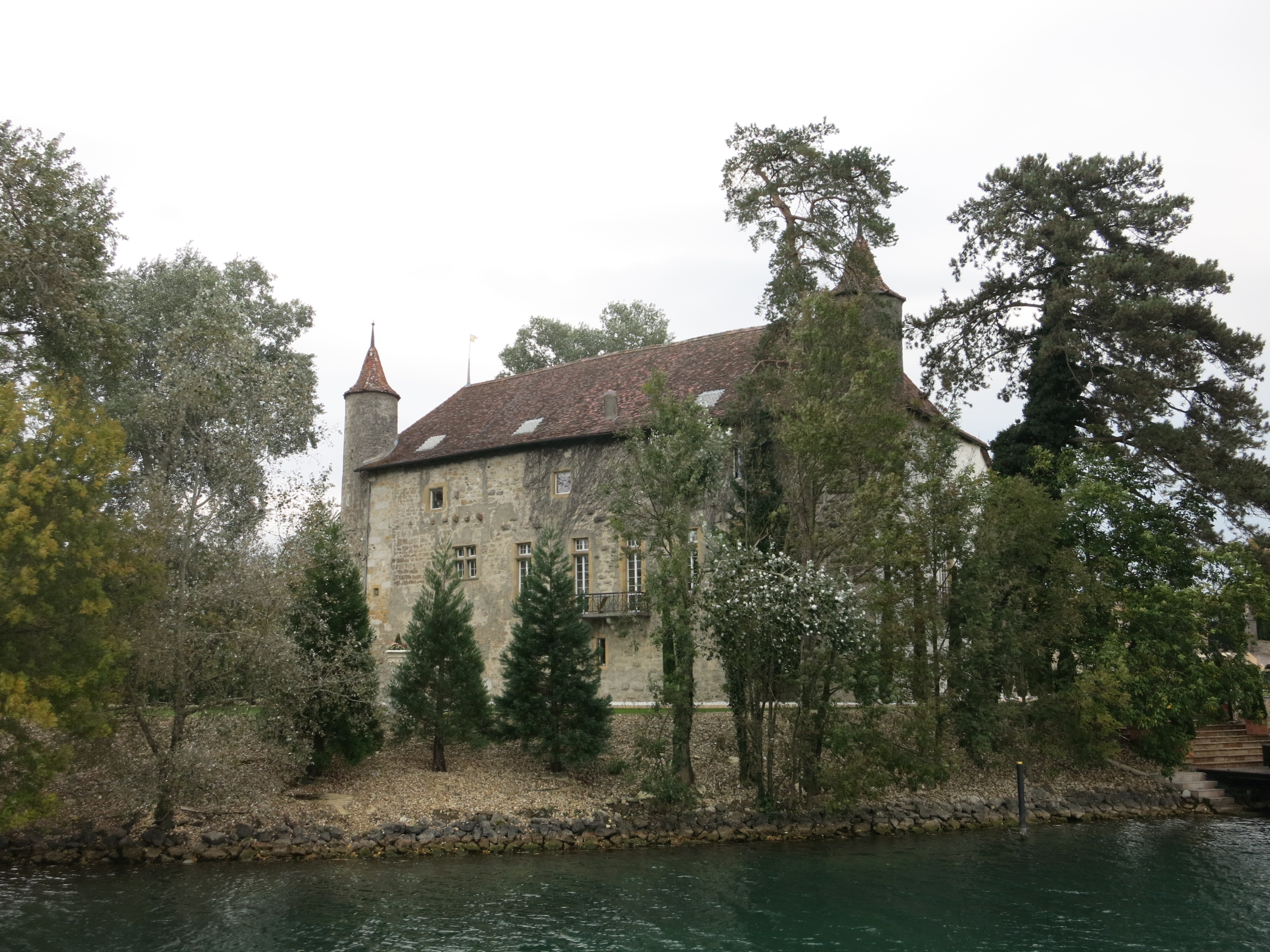
Schloss Thielle (2015)

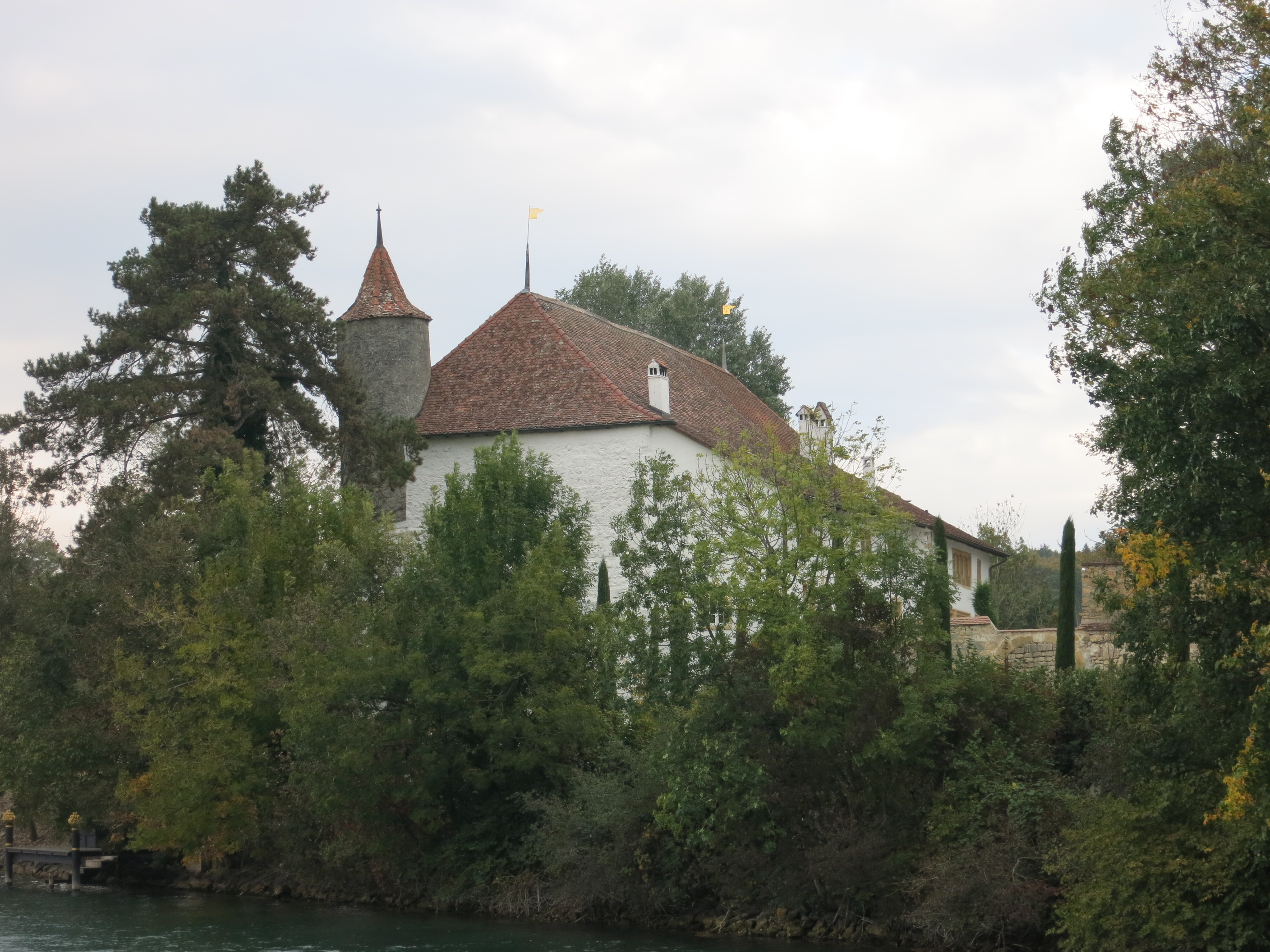
Schloss Thielle (2015)

Schloss Thielle (frz.: Château de Thielle), auch Schloss Zihlbrücke genannt, ist ein Wasserschloss, das heute am rechten Ufer des Zihlkanals in der Gemeinde Gals (Standort Zihlbrügg) im Verwaltungskreis Seeland des Kantons Bern in der Schweiz liegt.

## Lage
Das Schloss wurde zum Schutz der Zihlbrücke am linken Ufer der Zihl nahe dem Ort Thielle erbaut. Mit dem Bau des Zihlkanals, 1883, kam es jedoch ans rechte Ufer zu liegen und wurde im Grenzabkommen zwischen Bern und Neuenburg 1895 der bernischen Gemeinde Gals zugeteilt. Es liegt heute wenige Dutzend Meter nördlich der A20, die hier zur A5 führt und den Zihlkanal überquert.

## Geschichte
Die Wasserburg wurde 1261 zum Schutz der Zihlbrücke vom Grafen von Neuenburg Berchtold von Neuenburg in Auftrag gegeben und zwischen 1270 und 1300 erbaut. Berchtolds Sohn Rudolf wurde von seinem Vater zum Baron de Thielle ernannt. Gleichzeitig wurde auch die vorher offene Zihlbrücke geschlossen. Nach David Guillaume Huguenin setzte der Graf Henri de Neuchâtel als Baron de Thielle auf das Schloss.
Mit Vorsicht zu betrachten ist die Überlieferung, dass 1269 Rudolf von Habsburg einen Überraschungsangriff starten und das Schloss habe einnehmen wollen, aber das Schloss so kräftig verteidigt worden wäre, dass er sein Unternehmen hätte einstellen müssen. Bereits beim Schreiber selbst, David Guillaume Huguenin, steht, dass die Aussagen nicht verifiziert wurden.
Das Schloss wird 1311 als chastel du pont de Tele erwähnt. Von 1320 bis 1325 wurde es mit spätgotischen und barocken Anbauten neu errichtet.
1476 war das Schloss Teil der Befestigungslinie der Eidgenossenschaft gegen den Einfall der Burgunder (siehe Burgunderkriege).
Bis 1807 war das Schloss Sitz einer neuenburgischen Kastlanei. Es diente dann bis 1848 als Gefängnis und kam ab 1861 in Privatbesitz. In den 1960er und 1980er Jahren wurde das Schloss umfassend restauriert.

## Beschreibung

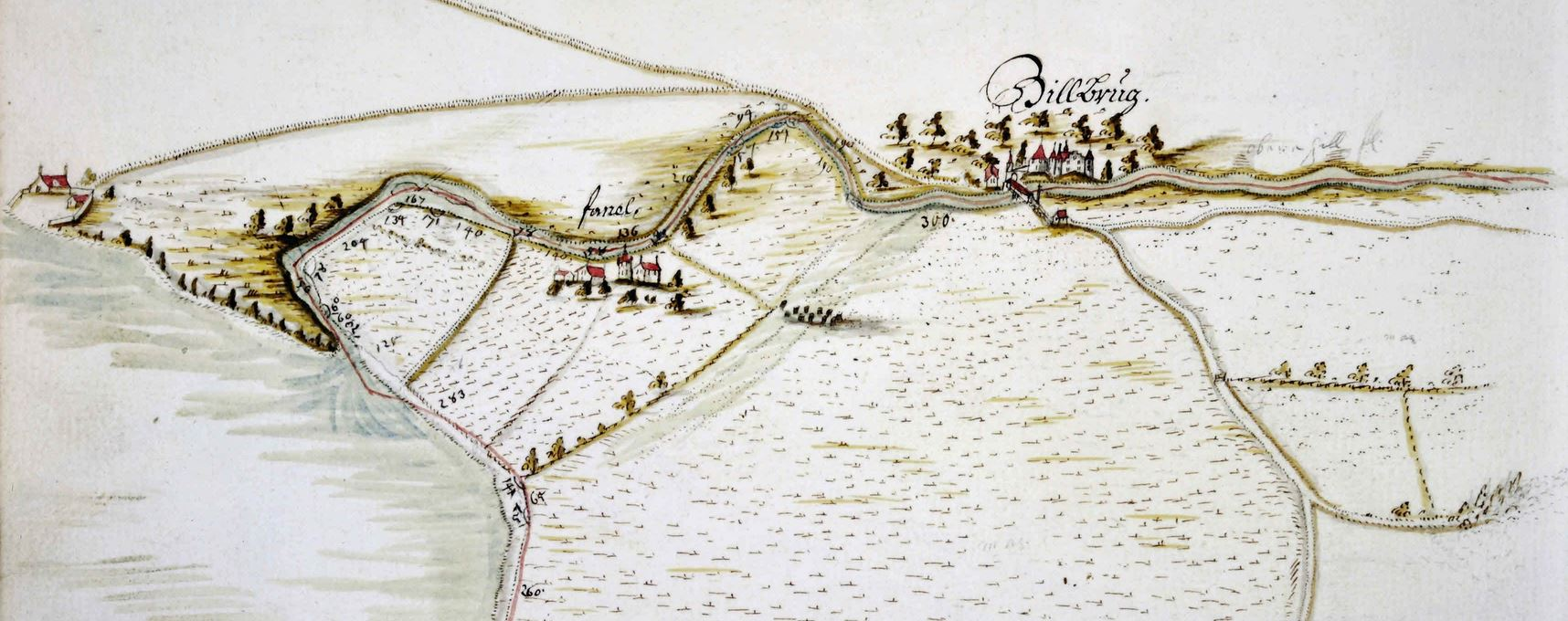
Ansicht der Zihl mit Dorf und Schloss Thielle Anfang des 18. Jahrhunderts (aus dem March-Buch des Samuel Bodmer, Band 3a, Seite 245.) Der Name Zillbrüg für das Schloss auf der Karte erklärt sich aus der Tatsache, dass der ursprüngliche, mittelalterliche Name der Burganlage chastel du pont de Tele lautete (von 1311). Die heutige Bezeichnung hat sich erst später herausgebildet.

Die ehemaligen Ringmauern bilden einen nahezu rechteckigen Nordwest-Südost ausgerichteten geräumigen Hof. Zwei Rundturmstümpfe flankieren ein barockes Eingangsportal an der früheren Strasse. Am gegenüberliegenden Ende befindet sich der eigentliche rechteckige drei- bis viergeschossige Schlossbau mit Krüppelwalmdach, dessen beiden Aussenecken durch zwei überhöhte schmale eingebaute Treppentürme mit Kegeldach gekennzeichnet sind. Die Aussenseite des Schlossbaus weist schmale hohe romanische Fenster auf, im ersten Obergeschoss befindet sich der dazugehörige Rittersaal mit einer grossen Raumhöhe. Ein Park von etwa 5300 m² mit einem alten, grossen Baumbestand umgibt das Schloss.

## Varia
Der Band 3a des March-Buchs von Samuel Bodmer (um 1710) enthält die Marchen der Republik Bern von Laupen bis zum Schloss Thielle.